# Ovo je Balkan
"Ovo je Balkan" ("Dette er Balkan") er en sang af Goran Bregović, som fremføres af Milan Stanković. Sangen repræsenterede Serbien i Eurovision Song Contest 2010. En version på spansk med titlen "Oye Balcanes" ("Hej Balkan") blev udgivet den 11. april 2010. Ved finalen i Eurovision Song Contest 2010 kom sangen på en 13. plads med 72 point.